# Phil Selway
Philip James Selway (ur. 23 maja 1967 w Abingdon, Oxfordshire, Anglia) – perkusista Radiohead – brytyjskiego zespołu grającego rock alternatywny. Znany również jako Phil Selway.
W 2010 roku wydał pierwszy solowy album zatytułowany Familial, a w 2014 roku kolejny zatytułowany Weatherhouse.

## Dyskografia
Albumy solowe
- Familial (2010)[3]
- Weatherhouse (2014)[4]